# Сидар Рок (Северна Каролина)
Сидар Рок (енгл. Cedar Rock) град је у америчкој савезној држави Северна Каролина.

## Демографија
По попису из 2010. године број становника је 300, што је 15 (-4,8%) становника мање него 2000. године.
| Група             | 2000.       | 2010.       |
| Белци             | 310 (98,4%) | 294 (98,0%) |
| Афроамериканци    | 0 (0,0%)    | 0 (0,0%)    |
| Азијати           | 1 (0,3%)    | 0 (0,0%)    |
| Хиспаноамериканци | 1 (0,3%)    | 5 (1,7%)    |
| Укупно            | 315         | 300         |